# Мастурей Ардалан
Мах Шараф Ханом Мастурей Ардалан або Мастура Ардалан (1805, Сенендедж — 1848, Сулейманія) — курдська поетеса, історикиня та письменниця.

## Життєпис
Ардалан народилася 1805 року в с. Сенендаджі на сході Курдистану / Іранського Курдистану та померла в районі Сулейманія на півдні Курдистану / Іракського Курдистану. Вона була членом феодальної аристократії при дворі Ардаланського князівства з центром у Сенні. Вона вивчала курдську, арабську та перську мови під керівництвом свого батька Аболхасана Бейга Кадірі. Її чоловік Хасрав Хані Ардалан був правителем князівства. Смерть її чоловіка залишила князівство вразливим до втручання ззовні. Коли в XIX столітті держава Каджарів завоювала територію Ардалану, вона разом із сім'єю виїхала до князівства Бабан із центром у Сулейманії. Її син Реза Куліхан, наступник хасрав-хана, був ув'язнений каджарами. 

## Творчість
Написала кілька книжок поезії, а також з історії та літератури. В основному вона писала на діалект Горані або Горані курдською та перською мовами, але у неї є кілька віршів і мовою сорані (центральнокурдською). Більшість її курдських поезій були забуті у XX столітті. Однак, дослідники їх знову відкрили та опублікували наприкінці XX та початку XXI століття. Мастурей була поетесою, і до кінця XIX століття вона була єдиною жінкою-історіографом на Близькому Сході. Вона написала книгу про історію курдської династії Ардалан. Також вона написала збірку віршів, яка була перевидана в останні роки.

## Ушанування пам'яті
200-річчя Мастурей Ардалан відсвяткували на фестивалі в Хьюлері (Ербіль), в регіоні Іракського Курдистану. Апофеозом святкуванням стало відкриття пам'ятника. З 11 по 15 грудня 2005 року в Ербілі відбулася конференція з питань творчості Мастуре. Понад сто наукових та культурних діячів з усього світу взяли участь у конгресі в Іракському Курдистані, в якому було представлено тридцять статей курдською, перською, англійською та арабською мовами про життя та творчість Мастуре Ардалані. Крім того, кілька її робіт були опубліковані організаторами перською та курдською мовами під час конгресу. 
Пам'ятник Ардалані іранського скульптора Хаді Зіа-діні зараз стоїть у Сенендеджі в Ірані.

## Публікації
1. Khronika Doma Ardalan: Ta'rikh-I Ardalan by Mah Sharaf Khanum Kurdistani and E. I. Vasileva, ISBN 5-02-016559-X / 502016559X
2. Divan-i Masturah Kurdistani, Collection of poems, 238 pp., 1998, ISBN 964-6528-02-3.